# Port Louis
Port Louis je glavni grad i najveće lučko središte države Mauricijus.
Leži u zaljevu na sjeverozapadnoj obali otoka. Osnovan je 1735. kao važna pomorska postaja na plovidbenom putu oko Rta dobre nade. Otvaranjem Sueskog kanala godine 1869. gubi prvotnu funkciju. Tu je prehrambena industrija, tvornica umjetnih gnojiva, rafinerija nafte.
Sačuvana je utvrda iz 1838.